# Tour de l'Avenir 2011
Le Tour de l'Avenir 2011 est la 48e édition du Tour de l'Avenir, une compétition cycliste sur route ouverte aux coureurs de moins de 23 ans. La course se déroule du 4 au 11 septembre 2011. Elle comporte 8 étapes (dont un prologue) entre Yutz (Moselle) et Alba (Piémont italien). L'épreuve est la dernière manche de l'UCI Coupe des Nations U23 2011. 
La victoire revient au Colombien Esteban Chaves devant le Canadien David Boily et l'Italien Mattia Cattaneo. Il succède à son compatriote Nairo Quintana qui termine 21e cette année. 

La France remporte pour la deuxième fois la Coupe des Nations U23.

## Participants
Dix-huit équipes de six coureurs de moins de 23 ans participent à cette course. Dix-sept d'entre elles sont des sélections nationales, auxquelles s'ajoute une « équipe mixte » composée de coureurs issus du Centre mondial du cyclisme,.

## Étapes
| Étape     | Date     | Ville départ  | Ville arrivée | km        | Vainqueur                 | Maillot Jaune             |
| --------- | -------- | ------------- | ------------- | --------- | ------------------------- | ------------------------- |
| Prologue  | 4 sept.  | Yutz          | Yutz          | 6.6 (clm) | Michael Hepburn Australie | Michael Hepburn Australie |
| 1re étape | 5 sept.  | Yutz          | Lunéville     | 160       | Moreno Hofland Pays-Bas   | Rohan Dennis Australie    |
| 2e étape  | 6 sept.  | Rambervillers | Bruyères      | 149.5     | Wouter Wippert Pays-Bas   | Rohan Dennis Australie    |
| 3e étape  | 7 sept.  | Gérardmer     | Porrentruy    | 171.5     | Michael Hepburn Australie | David Boily Canada        |
| 4e étape  | 8 sept.  | Porrentruy    | Arbois        | 153.5     | Nikias Arndt Allemagne    | David Boily Canada        |
| 5e étape  | 9 sept.  | Champagnole   | Le Salève     | 169       | Romain Bardet France      | David Boily Canada        |
| 6e étape  | 10 sept. | Fossano       | Fossano       | 153.5     | Simon Yates Royaume-Uni   | David Boily Canada        |
| 7e étape  | 11 sept. | Alba          | Alba          | 141.5     | Warren Barguil France     | Esteban Chaves Colombie   |

## Résultats des étapes

### Prologue
4 septembre 2010 — Yutz - Yutz, 6,6 km 
Ce Tour de l'Avenir 2011 commence par un prologue totalement plat de 6,6 km dans les rues de Yutz.
La victoire revient à l'Australien Michael Hepburn qui remporte également le premier maillot jaune de leader de l'épreuve,.
|   | Coureur         | Pays      | Équipe    |    | Temps      |
| - | --------------- | --------- | --------- | -- | ---------- |
| 1 | Michael Hepburn | Australie | Australie | en | 7 min 13 s |
| 2 | Rohan Dennis    | Australie | Australie | +  | 4 s        |
| 3 | Tom Dumoulin    | Pays-Bas  | Pays-Bas  |    | 18 s       |

|   | Coureur         | Pays      | Équipe    |    | Temps      |
| - | --------------- | --------- | --------- | -- | ---------- |
| 1 | Michael Hepburn | Australie | Australie | en | 7 min 13 s |
| 2 | Rohan Dennis    | Australie | Australie | +  | 4 s        |
| 3 | Tom Dumoulin    | Pays-Bas  | Pays-Bas  |    | 18 s       |

### 1reétape
|   | Coureur        | Pays     | Équipe   |    | Temps           |
| - | -------------- | -------- | -------- | -- | --------------- |
| 1 | Moreno Hofland | Pays-Bas | Pays-Bas | en | 4 h 12 min 05 s |
| 2 | Romain Bardet  | France   | France   | +  | m.t.            |
| 3 | Matteo Mammini | Italie   | Italie   |    | m.t.            |

|   | Coureur         | Pays      | Équipe    |    | Temps           |
| - | --------------- | --------- | --------- | -- | --------------- |
| 1 | Rohan Dennis    | Australie | Australie | en | 4 h 19 min 32 s |
| 2 | Michael Hepburn | Australie | Australie | +  | 22 s            |
| 3 | David Boily     | Canada    | Canada    |    | 24 s            |

### 2eétape
|   | Coureur        | Pays     | Équipe   |    | Temps           |
| - | -------------- | -------- | -------- | -- | --------------- |
| 1 | Wouter Wippert | Pays-Bas | Pays-Bas | en | 3 h 51 min 29 s |
| 2 | Moreno Hofland | Pays-Bas | Pays-Bas | +  | m.t.            |
| 3 | Filippo Fortin | Italie   | Italie   |    | m.t.            |

|   | Coureur        | Pays      | Équipe    |    | Temps           |
| - | -------------- | --------- | --------- | -- | --------------- |
| 1 | Rohan Dennis   | Australie | Australie | en | 8 h 10 min 51 s |
| 2 | David Boily    | Canada    | Canada    | +  | 24 s            |
| 3 | Georg Preidler | Autriche  | Autriche  |    | 32 s            |

### 3eétape
|   | Coureur                 | Pays      | Équipe    |    | Temps           |
| - | ----------------------- | --------- | --------- | -- | --------------- |
| 1 | Michael Hepburn         | Australie | Australie | en | 4 h 29 min 58 s |
| 2 | Jordi Simón             | Espagne   | Espagne   | +  | m.t.            |
| 3 | Christopher Juul Jensen | Danemark  | Danemark  |    | m.t.            |

|   | Coureur                 | Pays      | Équipe    |    | Temps            |
| - | ----------------------- | --------- | --------- | -- | ---------------- |
| 1 | David Boily             | Canada    | Canada    | en | 12 h 41 min 13 s |
| 2 | Michael Hepburn         | Australie | Australie | +  | 28 s             |
| 3 | Christopher Juul Jensen | Danemark  | Danemark  |    | 34 s             |

### 4eétape
|   | Coureur       | Pays        | Équipe          |    | Temps           |
| - | ------------- | ----------- | --------------- | -- | --------------- |
| 1 | Nikias Arndt  | Allemagne   | Allemagne       | en | 4 h 28 min 32 s |
| 2 | Romain Bardet | France      | France          | +  | m.t.            |
| 3 | Simon Yates   | Royaume-Uni | Grande-Bretagne |    | m.t.            |

|   | Coureur                 | Pays     | Équipe   |    | Temps            |
| - | ----------------------- | -------- | -------- | -- | ---------------- |
| 1 | David Boily             | Canada   | Canada   | en | 16 h 49 min 45 s |
| 2 | Christopher Juul Jensen | Danemark | Danemark | +  | 34 s             |
| 3 | Vegard Stake Laengen    | Norvège  | Norvège  |    | 38 s             |

### 5eétape
|   | Coureur        | Pays     | Équipe   |    | Temps           |
| - | -------------- | -------- | -------- | -- | --------------- |
| 1 | Romain Bardet  | France   | France   | en | 4 h 37 min 03 s |
| 2 | Jesper Hansen  | Danemark | Danemark | +  | 3 s             |
| 3 | Esteban Chaves | Colombie | Colombie |    | 12 s            |

|   | Coureur              | Pays     | Équipe   |    | Temps            |
| - | -------------------- | -------- | -------- | -- | ---------------- |
| 1 | David Boily          | Canada   | Canada   | en | 21 h 27 min 38 s |
| 2 | Esteban Chaves       | Colombie | Colombie | +  | 7 s              |
| 3 | Vegard Stake Laengen | Norvège  | Norvège  |    | 21 s             |

### 6eétape
|   | Coureur        | Pays        | Équipe          |    | Temps           |
| - | -------------- | ----------- | --------------- | -- | --------------- |
| 1 | Simon Yates    | Royaume-Uni | Grande-Bretagne | en | 3 h 25 min 59 s |
| 2 | Filippo Fortin | Italie      | Italie          | +  | m.t.            |
| 3 | Thomas Palmer  | Australie   | Australie       |    | m.t.            |

|   | Coureur              | Pays     | Équipe  |    | Temps            |
| - | -------------------- | -------- | ------- | -- | ---------------- |
| 1 | David Boily          | Canada   | Canada  | en | 24 h 53 min 37 s |
| 2 | Esteban Chaves       | Colombie |         | +  | 7 s              |
| 3 | Vegard Stake Laengen | Norvège  | Norvège |    | 21 s             |

### 7eétape
|   | Coureur         | Pays     | Équipe   |    | Temps           |
| - | --------------- | -------- | -------- | -- | --------------- |
| 1 | Warren Barguil  | France   | France   | en | 3 h 26 min 36 s |
| 2 | Mattia Cattaneo | Italie   | Italie   | +  | 2 s             |
| 3 | Esteban Chaves  | Colombie | Colombie |    | 2 s             |

|   | Coureur         | Pays     | Équipe   |    | Temps            |
| - | --------------- | -------- | -------- | -- | ---------------- |
| 1 | Esteban Chaves  | Colombie | Colombie | en | 28 h 20 min 22 s |
| 2 | David Boily     | Canada   | Canada   | +  | 17 s             |
| 3 | Mattia Cattaneo | Italie   | Italie   |    | 24 s             |

## Classements finals

### Classement général
|    | Cycliste                | Pays     | Équipe   |    | Temps            |
| -- | ----------------------- | -------- | -------- | -- | ---------------- |
| 1  | Esteban Chaves          | Colombie | Colombie | en | 28 h 20 min 22 s |
| 2  | David Boily             | Canada   | Canada   | +  | 17 s             |
| 3  | Mattia Cattaneo         | Italie   | Italie   |    | 24 s             |
| 4  | Vegard Stake Laengen    | Norvège  | Norvège  |    | 38 s             |
| 5  | Warren Barguil          | France   | France   |    | 1 min 29 s       |
| 6  | Michael Rodríguez       | Colombie | Colombie |    | 1 min 43 s       |
| 7  | Georg Preidler          | Autriche | Autriche |    | 1 min 46 s       |
| 8  | Christopher Juul Jensen | Danemark | Danemark |    | 1 min 48 s       |
| 9  | Jordi Simón             | Espagne  | Espagne  |    | 1 min 55 s       |
| 10 | Dimitri Le Boulch       | France   | France   |    | 2 min 00 s       |

### Classements annexes
|   | Cycliste      | Pays      | Équipe    | Points |
| - | ------------- | --------- | --------- | ------ |
| 1 | Romain Bardet | France    | France    | 135    |
| 2 | Jordi Simón   | Espagne   | Espagne   | 106    |
| 3 | Nikias Arndt  | Allemagne | Allemagne | 95     |

|   | Cycliste        | Pays     | Équipe   | Points |
| - | --------------- | -------- | -------- | ------ |
| 1 | Garikoitz Bravo | Espagne  | Espagne  | 122    |
| 2 | Esteban Chaves  | Colombie | Colombie | 83     |
| 3 | Tim Wellens     | Belgique | Belgique | 80     |

#### Classement par équipes
|   | Équipe   | Pays     | Temps               |
| - | -------- | -------- | ------------------- |
| 1 | France   | France   | en 86 h 06 min 59 s |
| 2 | Colombie | Colombie | + 1 min 24 s        |
| 3 | Autriche | Autriche | + 12 min 11 s       |

## Évolution des classements
| Étape            | Vainqueur        | Classement général | Classement par points | Classement de la montagne | Classement par équipes |
| ---------------- | ---------------- | ------------------ | --------------------- | ------------------------- | ---------------------- |
| P                | Michael Hepburn  | Michael Hepburn    | Michael Hepburn       | Non-attribué              | Australie              |
| 1                | Moreno Hofland   | Rohan Dennis       | Moreno Hofland        | Esteban Chaves            | Australie              |
| 2                | Wouter Wippert   | Rohan Dennis       | Moreno Hofland        | Garikoitz Bravo           | Australie              |
| 3                | Michael Hepburn  | David Boily        | Moreno Hofland        | Esteban Chaves            | Colombie               |
| 4                | Nikias Arndt     | David Boily        | Nikias Arndt          | Garikoitz Bravo           | Colombie               |
| 5                | Romain Bardet    | David Boily        | Romain Bardet         | Garikoitz Bravo           | France                 |
| 6                | Simon Yates      | David Boily        | Romain Bardet         | Garikoitz Bravo           | France                 |
| 7                | Warren Barguil   | Esteban Chaves     | Romain Bardet         | Garikoitz Bravo           | France                 |
| Classement final | Classement final | Esteban Chaves     | Romain Bardet         | Garikoitz Bravo           | France                 |